# Ще раз про любов
«Ще раз про любов» — радянський чорно-білий художній фільм, знятий режисером Георгієм Натансоном на кіностудії «Мосфільм» в 1968 році. Сценарій написав молодий драматург Едвард Радзинський за своєю п'єсою «104 сторінки про любов» (1964).

## Сюжет
За п'єсою Едварда Радзинського «104 сторінки про любов». Кіноісторія любові, що стала культовою, «найкрасивішої дівчини Москви і Московської області» і дуже зайнятого молодого чоловіка на ім'я Електрон. Вперше Наташа побачила Електрона Євдокимова в Політехнічному музеї, куди вона прийшла з Феліксом. Тоді їй дуже сподобався впевнений у собі доповідач. З Феліксом стосунки не склалися, і Наташа, пішовши з дому, стала бортпровідницею — саме так вона називала свою нову професію. Одного разу в кафе, перед черговим вильотом, Наташа побачила Євдокимова. Вони познайомилися і почали зустрічатися. По-різному переживають вони свої почуття одне до одного. Силою свого кохання Наташа змушує зрозуміти Євдокимова, що таке кохання.

## У ролях
- Тетяна Дороніна —  Наташа Александрова
- Олександр Лазарев —  Електрон Євдокимов, фізик
- Олег Єфремов —  Лев Карцев, штурман
- Олена Корольова —  Іра, «Мишка», стюардеса
- Олександр Ширвіндт —  Фелікс «Клишоногий», фізик-невдаха
- Володимир Комратов —  Владик, колега і друг Євдокимова
- Жанна Владимирська —  Майя, колега Євдокимова
- Сергій Чистяков —  Євген Даль, поет у ресторані
- Євген Карельських —  ведучий програми в ресторані
- Микола Мерзлікін —  юнак на нічний зупинці
- Зиновій Високовський —  Петро Борисович Гальперін

## Знімальна група
- Режисер: Георгій Натансон
- Сценарист: Едвард Радзинський
- Композитор: Олександр Флярковський
- Текст пісень: Роберт Рождественський
- Оператор:  Володимир Ніколаєв
- Художник-постановник: Ірина Лукашевич
- Костюми: А. Мочаліна
- Монтаж: К. Москвіна
- Спецефекти:  Борис Травкін
- Диригент:  Юрій Силантьєв